# Julian Nagelsmann
Julian Nagelsmann (sinh ngày 23 tháng 7 năm 1987) là một huấn luyện viên bóng đá chuyên nghiệp người Đức. Hiện tại, ông đang dẫn dắt Đội tuyển bóng đá quốc gia Đức. Trước đây, ông đã từng dẫn dắt các câu lạc bộ TSG 1899 Hoffenheim, RB Leipzig và Bayern Munich tại Bundesliga.
Sinh ra ở bang Bayern, Nagelsmann đã phải giã từ sự nghiệp cầu thủ ở tuổi 20 sau một loạt chấn thương. Năm 2010, ông bắt đầu sự nghiệp huấn luyện với vai trò huấn luyện viên trẻ tại TSG Hoffenheim. Vào năm 2015, ông trở thành huấn luyện viên đội một của câu lạc bộ. Trong thời gian tại TSG Hoffenheim, ông đã giúp đội giành vị trí thứ ba tại Bundesliga và giành quyền tham dự UEFA Champions League. Ông rời Hoffenheim vào năm 2019 và được bổ nhiệm làm huấn luyện viên của RB Leipzig, nơi ông giúp đội lọt vào bán kết UEFA Champions League năm 2020.
Bayern Munich bổ nhiệm Nagelsmann vào năm 2021 với mức chuyển nhượng kỷ lục thế giới trị giá 25 triệu euro, khiến ông trở thành huấn luyện viên đắt giá nhất từ trước đến nay. Ông đã giành chức vô địch Bundesliga trong mùa giải đầu tiên nhưng bị câu lạc bộ sa thải vào tháng 3 năm 2023.
Vào tháng 9 năm 2023, ông được bổ nhiệm làm huấn luyện viên đội tuyển quốc gia Đức.

## Sự nghiệp ban đầu
Nagelsmann sinh ngày 23 tháng 7 năm 1987 tại Landsberg am Lech, bang Bayern. Ông từng chơi cho FC Augsburg và 1860 Munich ở cấp độ trẻ và là đội trưởng của đội U-19 Munich. Trong mùa giải 2006–07, ông là thành viên của đội dự bị nhưng không ra sân vì chấn thương. Nagelsmann trở lại Augsburg cho mùa giải 2007–08 dưới sự huấn luyện của Thomas Tuchel, nhưng lại bị chấn thương đầu gối và sụn chêm lần thứ hai khiến sụn của ông bị hỏng. Do đó, ông quyết định kết thúc sự nghiệp cầu thủ ở tuổi 20.
Nagelsmann đã hỗ trợ huấn luyện viên trưởng Thomas Tuchel với vai trò tuyển trạch viên vào nửa đầu năm 2008. Ông đã học quản trị kinh doanh tại trường đại học trong bốn học kỳ trước khi chuyển sang khoa học thể thao. Sau đó, ông tập trung vào công tác huấn luyện viên khi trở lại câu lạc bộ cũ 1860 Munich với tư cách là trợ lý huấn luyện viên của Alexander Schmidt ở đội U-17 từ năm 2008 đến năm 2010.

## Sự nghiệp huấn luyện

### Khởi đầu sự nghiệp
Nagelsmann gia nhập học viện trẻ của TSG 1899 Hoffenheim vào năm 2010 và huấn luyện nhiều đội trẻ khác nhau trong những năm tiếp theo. Ông là trợ lý huấn luyện viên trong mùa giải 2012–13 của Hoffenheim và cho đến ngày 11 tháng 2 năm 2016, ông huấn luyện đội U-19 của câu lạc bộ. Ông đã huấn luyện "đội trẻ" U19 của Hoffenheim giành chức vô địch U-19 Bundesliga 2013–14. Trong thời gian làm trợ lý huấn luyện viên, thủ môn Tim Wiese đã đặt biệt danh cho ông là "Mini-Mourinho" (Tiểu Mourinho).

### TSG 1899 Hoffenheim

#### 2015–18: Tránh xuống hạng và giành quyền tham dự Champions League
Nagelsmann được bổ nhiệm làm huấn luyện viên trưởng của TSG 1899 Hoffenheim vào ngày 27 tháng 10 năm 2015 với hợp đồng có thời hạn ba năm. Ông bắt đầu công việc của mình vào đầu mùa giải 2016–17. Vào thời điểm được bổ nhiệm, Nagelsmann mới 28 tuổi và trở thành huấn luyện viên trẻ nhất trong lịch sử Bundesliga. Ông kế nhiệm Huub Stevens, người đã thay thế Markus Gisdol vào năm trước. Vào ngày 10 tháng 2 năm 2016, Stevens từ chức huấn luyện viên trưởng do vấn đề sức khỏe và ban lãnh đạo Hoffenheim đã quyết định đẩy sớm nhiệm kỳ huấn luyện viên trưởng của Nagelsmann một ngày sau đó.
Khi Nagelsmann tiếp quản câu lạc bộ vào tháng 2 năm 2016, Hoffenheim đứng thứ 17 trên bảng xếp hạng, cách 7 điểm so với vị trí thứ 15 và đối mặt với nguy cơ xuống hạng. Dưới thời Nagelsmann, câu lạc bộ đã tránh được vị trí xuống hạng bằng 7 trận thắng trong số 14 trận đấu còn lại của mùa giải, và kết thúc hơn 1 điểm so với vị trí phải chơi play-off xuống hạng.
Câu lạc bộ tiếp tục thể hiện lối đá tích cực trong mùa giải Bundesliga 2016–17 bằng việc đứng vị trí thứ 4 trên bảng xếp hạng và lần đầu tiên được tham dự UEFA Champions League trong lịch sử câu lạc bộ.
Ngày 9 tháng 6 năm 2017, Hoffenheim đã gia hạn hợp đồng với Nagelsmann cho đến năm 2021. Ở vòng play-off Champions League, Hoffenheim thua Liverpool với tỷ số chung cuộc 6–3, sau đó xếp cuối bảng UEFA Europa League chỉ với một chiến thắng trước İstanbul Başakşehir. Tại giải vô địch quốc nội, ông đã giúp đội đứng thứ ba trên bảng xếp hạng, kết quả chung cuộc tốt nhất của câu lạc bộ trong lịch sử giải đấu. Thông qua kết quả đó, đội đã giành được suất trực tiếp tham dự mùa giải Champions League tiếp theo.

#### 2018–19: Mùa giải cuối cùng
Ngày 21 tháng 6 năm 2018, Hoffenheim tuyên bố Nagelsmann sẽ rời câu lạc bộ vào cuối mùa giải 2018. Ông có trận đấu thứ 100 trong giải đấu với tư cách là huấn luyện viên Hoffenheim trong trận thua 3–1 trước Bayern Munich vào ngày 19 tháng 1 năm 2019. Ông trở thành huấn luyện viên trẻ nhất từng đạt được cột mốc trên.

### RB Leipzig

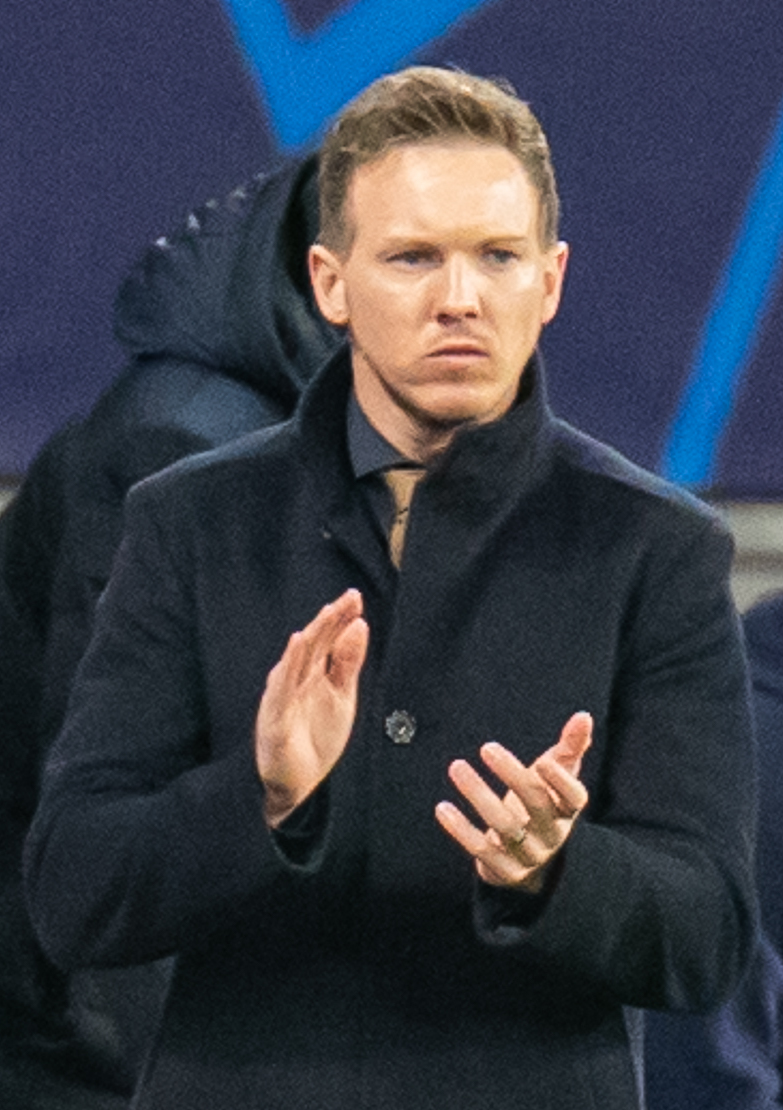
Nagelsmann huyến luyện RB Leipzig vào năm 2020

Vào ngày 21 tháng 6 năm 2018, RB Leipzig thông báo rằng Nagelsmann sẽ là huấn luyện viên của họ từ mùa giải 2019–20 và ông đã ký một hợp đồng 4 năm sẽ hết hạn vào năm 2023.

#### 2019–20: Bán kết Champions League
Nagelsmann đã thắng trận đầu tiên ở Bundesliga trên cương vị huấn luyện viên RB Leipzig trước Union Berlin 4–0
Vào ngày 17 tháng 9 năm 2019, Nagelsmann trở thành huấn luyện viên trẻ nhất, 32 tuổi 56 ngày, thắng một trận đấu ở Champions League, làm được điều đó trong chiến thắng 2-1 trên sân khách trước Benfica trong trận đấu đầu tiên ở vòng bảng. Vào ngày thi đấu thứ 10, Leipzig đã giành chiến thắng trước Mainz 8–0. Nagelsmann đối đầu với câu lạc bộ cũ Hoffenheim vào ngày thi đấu thứ 14 và giành chiến thắng 3–1 trước họ.
Sau khi đứng đầu bảng, RB Leipzig đã lọt vào Tứ kết Champions League lần đầu tiên trong lịch sử của họ. Vào ngày 10 tháng 3 năm 2020, sau chiến thắng 4–0 của Leipzig trước Tottenham Hotspur của José Mourinho, Nagelsmann trở thành huấn luyện viên trẻ nhất từng giành quyền vào vòng loại trực tiếp UEFA Champions League.
Vào ngày 18 tháng 8, RB Leipzig thi đấu với Paris Saint-Germain ở bán kết Champions League, nơi Nagelsmann đối đầu với ông chủ cũ của mình trong thời gian ở Augsburg, Thomas Tuchel. Tuy nhiên, RB Leipzig đã thua 3–0 trước Paris Saint-Germain.

#### 2020–21: Á quân DFB-Pokal
Ở mùa giải 2020–21, RB Leipzig lọt vào vòng 16 đội Champions League bị Liverpool loại, đứng thứ hai tại Bundesliga và thua Cúp bóng đá Đức 4–1 trước Borussia Dortmund.

### Đức

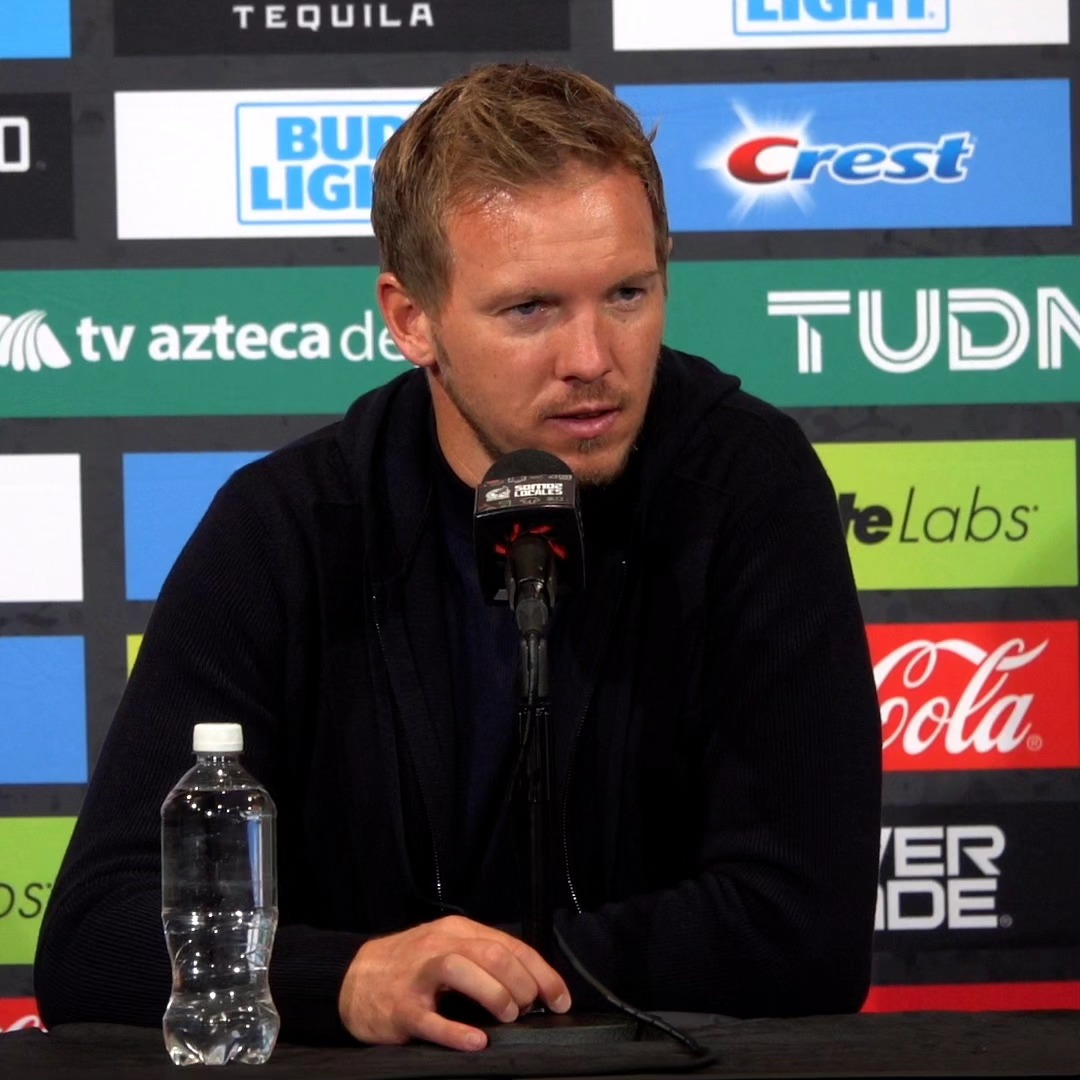
Nagelsmann trong cuộc họp báo sau trận đấu sau trận đấu của đội tuyển quốc gia Đức với Mexico vào ngày 17 tháng 10 năm 2023, tại Lincoln Financial Field ở Philadelphia, PA.

Vào ngày 22 tháng 9 năm 2023, Nagelsmann được bổ nhiệm làm huấn luyện viên trưởng mới của đội tuyển quốc gia Đức thay thế Hansi Flick đã bị sa thải, ký hợp đồng đến ngày 31 tháng 7 năm 2024, trở thành huấn luyện viên trẻ thứ 2 của Đức ở tuổi 36 tuổi, chỉ xếp sau Otto Nerz, người được thuê vào năm 1926 khi 34 tuổi. Nagelsmann sẽ dẫn dắt đội tuyển Đức tại UEFA Euro 2024, được tổ chức trên sân nhà. Vào tháng 4 năm 2024, ông gia hạn hợp đồng cho đến FIFA World Cup 2026.

## Cuộc sống cá nhân
Nagelsmann kết hôn với người yêu thời thơ ấu của mình là Verena vào năm 2018 và họ có hai đứa con. Cặp đôi chia tay vào năm 2023 khi người ta phao tin rằng ông có mối quan hệ với Lena Wurzenberger, một phóng viên thể thao 30 tuổi của Bild, tờ báo lớn nhất nước Đức. Vào tháng 3 năm 2023, Wurzenberger đã xin nghỉ việc tại Bild sau khi Nagelsmann bị sa thải tại Bayern.
Khi mới 20 tuổi, cha của Nagelsmann đã qua đời do tự tử.
Nagelsmann đã từng chơi khúc côn cầu trên băng cho EV Landsberg và SV Apfeldorf trong khoảng thời gian ba năm ở Augsburg. Ông thích đi xe đạp leo núi, trượt tuyết và trượt ván. Ông là người ăn chay.

## Thống kê sự nghiệp huấn luyện
Tính đến 7 tháng 9 năm 2024
| Đội            | Từ                  | Đến                 | Thống kê | Thống kê | Thống kê | Thống kê | Thống kê |
| Đội            | Từ                  | Đến                 | Trận     | T        | H        | B        | % thắng  |
| -------------- | ------------------- | ------------------- | -------- | -------- | -------- | -------- | -------- |
| TSG Hoffenheim | 11 tháng 2 năm 2016 | 30 tháng 6 năm 2019 | 136      | 55       | 43       | 38       | 040,44   |
| RB Leipzig     | 1 tháng 7 năm 2019  | 30 tháng 6 năm 2021 | 95       | 54       | 22       | 19       | 056,84   |
| Bayern Munich  | 1 tháng 7 năm 2021  | 24 tháng 3 năm 2023 | 84       | 60       | 14       | 10       | 071,43   |
| Đức            | 22 tháng 9 năm 2023 | nay                 | 14       | 8        | 3        | 3        | 057,14   |
| Tổng cộng      | Tổng cộng           | Tổng cộng           | 329      | 177      | 82       | 70       | 053,80   |

## Thành tích

### Huấn luyện viên
RB Leipzig
- Á quân DFB-Pokal: 2020–21[25]

Bayern Munich
- Bundesliga: 2021–22
- Siêu cúp bóng đá Đức: 2021,[26] 2022[27]

Cá nhân
- Huấn luyện viên xuất sắc nhất mùa giải VDV (Đức): 2016–17[28]
- Huấn luyện viên Đức xuất sắc nhất năm: 2017[29]
- Hạng 3 Giải thưởng Huấn luyện viên UEFA xuất sắc nhất năm: 2019–20[30]